# هینه‌یانه

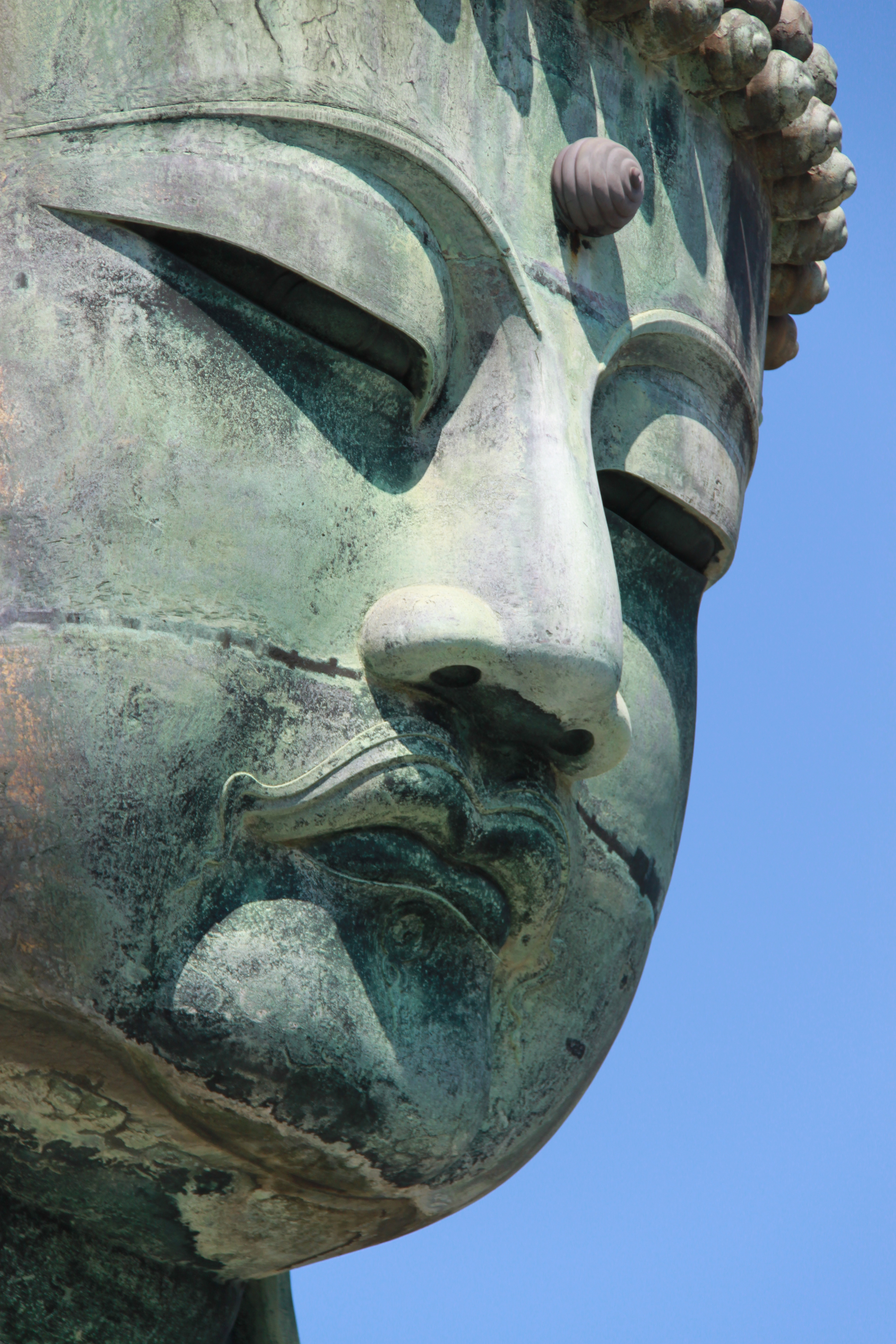
نمای‌نزدیک از صورت بودا در کاماکورا

هینه‌یانه (یا هینایانا) (به چینی: 小乘 تلفظ: ژیائوشِنگ؛ به ژاپنی: شُجُ) یکی از دو شاخهٔ اصلی دین بودا است. شاخه دیگر مهایانه نام دارد.
بوداییانِ شاخه مهایانه، مذهب خود را مهایانه (راه بزرگ) و مذهب تراوادا راهینه‌یانه (راه کوچک) می‌نامند. پیروان تراوادا (هینه‌یانی‌ها) با این نامگذاری موافق نیستند.
هینه‌یانه، بوداگرایی سنتی است که بر اهمیت واپسین بیداردل تاریخی یعنی سیدارتا گوتما (Siddhartha Gautama) تأکید دارد.